# Marta Bērzkalna
Marta Bērzkalna (nacida en 1985) es una modelo letona. Ha trabajado para Anna Sui, Balenciaga, Chanel, Chloé, Christian Dior, Dolce & Gabbana, Donna Karan, Dries van Noten, Emilio Pucci, Givenchy, Hermès, Lanvin, Louis Vuitton, Salvatore Ferragamo, Versace, John Galliano, y otros.